# Propaganda (rapper)
Propaganda, pseudonimo di Jason Emmanuel Petty (Los Angeles, 27 maggio 1979), è un rapper statunitense.

## Biografia
Propaganda ha conseguito la sua prima entrata nella Billboard 200 con l'album in studio Excellent (2012). Ha successivamente fatto uscire Crimson Cord (2014), entrato al 55º posto nella classifica.

## Discografia

### Album in studio
- 2003 – Out of Knowhere
- 2008 – Listen Watch Focus
- 2011 – Art Ambidextrous
- 2012 – Excellent
- 2014 – Crimson Cord
- 2017 – Crooked

### EP
- 2022 – Terraform: The Soil

### Singoli
- 2017 – Darkie (feat. Jackie Hill-Perry & Micah Bournes)
- 2017 – Bear with Me (feat. Marz Ferrer)
- 2017 – Cynical (feat. Aaron Marsh & Sho Baraka)
- 2017 – Olympian
- 2018 – Fallen (con Tobe Nwigwe feat. Liz Vice)
- 2021 – We Are the Culture (con DJ Mal-Ski)
- 2021 – Calibrate (con L's feat. Jacob G. & Sam Hackett)
- 2021 – 2:30 (con L's)
- 2022 – Cold Outside (con The Apartment e Dante Bowe)
- 2022 – Some Mud Mud (con Derek Minor e TheBeatbreaker)
- 2022 – Sky Is an Old Friend (feat. Vanessa Hill)
- 2023 – Forest (con Nomis)
- 2023 – Penicillin
- 2023 – The Wednesday Drop (con Matt Osowski)
- 2023 – Yemenese Beans (con Matt Osowski)
- 2024 – Lemme Holla at Ya Playr (con Matt Osowski)